# Ekorrlöss
Ekorrlöss (Enderleinellidae) är en familj av insekter. Ekorrlöss ingår i ordningen djurlöss, klassen egentliga insekter, fylumet leddjur och riket djur. Arterna i familjen är blodsugande parasiter som lever på däggdjur inom familjen Sciuridae. Enligt Catalogue of Life omfattar familjen Enderleinellidae 54 arter. 
Släkten enligt Catalogue of Life och Dyntaxa:
- Atopophthirus
- Enderleinellus
- Microphthirus
- Phthirunculus
- Werneckia